# Veronica wilhelminensis
Veronica wilhelminensis är en grobladsväxtart som beskrevs av Albach. Veronica wilhelminensis ingår i släktet veronikor, och familjen grobladsväxter. Inga underarter finns listade i Catalogue of Life.